# 雷電 (遊戲)
《雷電》是日本Seibu開發在1990年推出的縱向捲軸射擊遊戲，台灣當時的代理公司是亮華電子。

## 故事
2090年，地球遭到了突然出現的外星生命體的侵略。為了對抗外星人，世界聯合軍召集了全世界的精英科學家開發出了「超高空戰鬥轟炸機・雷電MK-II」，由於雷電MK-II的超高性能以及超高的機動力使得一般的駕駛員難以駕馭，於是這個世界上僅存的2名王牌級駕駛員賭上了全人類的未來，駕駛著雷電MK-II出擊了。

## 系統

街机版截图

遊戲使用8方向搖桿控制方向，兩顆按鍵控制射擊與炸彈。遊戲中擊落特定的敵機會掉落能夠強化武器的道具，強化道具會隨著時間經過一直變換紅藍紫(綠)三色，如果吃到與目前武裝相同的顏色可以提升武器等級，吃到不同顏色的則會切換武裝，藍色、紅色或是紫色(綠)都有八階段可以強化。遊戲開始時並沒有裝備次要武裝，而是要取得強化道具才能使用，次要武裝的強化道具也會隨著時間經過改變上面的文字。次要武裝一共可以強化四次。

### 主要武裝
- 火神砲（赤）

初期裝備。會向自機前方射出紅色扇形的子彈，隨著等級的提升最高可以同時攻擊7個方向，單發殺傷力非常的低，但是在近距離之下發射的子彈如果全數命中可以造成很驚人的破壞力。
- 雷射（藍）

雷射只能向自機前方發射直線前進的光束，等級提升後會變粗加強攻擊力。破壞力相當高，但是攻擊範圍非常狹窄。

### 次要武裝
- 小型核彈「M」（黃）

向自機前方發射飛行速度緩慢的飛彈，沒有追蹤能力，命中敵人會產生高破壞力的爆風，等級上升之後發射彈數、爆炸範圍與攻擊力都會上升。
- 追蹤飛彈「H」（綠）

向自機前方發射扇形的飛彈，會自動追蹤敵人進行攻擊，破壞力雖然低，但是等級提升後發射彈數、飛行速度與追蹤能力都會上升，可以快速的擊破大量雜魚。

### 炸彈
炸彈有使用次數限制，要取得道具才能增加炸彈數量，最大可以同時攜帶7個。發射後並不會馬上爆炸，但是爆炸的攻擊力相當大，並且會消去爆炸影響範圍內的敵彈。

## 發售平台
與其他大型機台遊戲相同，有分別有移植到其他平台，以下只列出較常見之平台。

### 街機版
最初的平台，難度也是所有平台中最高的。
目前模擬器可以完美模擬。

### PlayStation
1995年發售，稱為Raiden Project，收錄了雷電及雷電II。

### PC-Engine
1991年發售HuCard版本，1992年發售CD-ROM版本，CD-ROM版本稱為Super雷電。
Super雷電使用CD-ROM媒體，所以音樂部分比起HuCrad好上許多。 因為HuCard受限於卡帶容量之限制(1990年代記憶體容量通常不超過8MB)，而CD-ROM容量至少650MB以上。
Super雷電比起HuCard版本多追加全新的兩個關卡，在第八關之後。
Super雷電難度比雷電更高。

### 超級任天堂
1991年發售，稱為 雷電伝說，比起其他平台的移植遜色許多。
有幾項很詭異的狀況：
1.BOSS被擊敗後，機體會強迫移動至畫面前端，此時BOSS被擊敗前發射的子彈若往機體方向移動，很有機率損失一條命。
2.追蹤飛彈的性能異常的強，飛彈速度比起其他版本快上許多。
3.沒有出現固定砲塔。
4.掉落的強化道具會迴避玩家戰機。

### MD版
與SFC一樣名為雷電伝說

## 外部連結
- （日文）雷電Freaks （页面存档备份，存于）